# KIK Lublin
Klub Inteligencji Katolickiej w Lublinie im. prof. Czesława Strzeszewskiego – lubelskie stowarzyszenie zrzeszające katolickich intelektualistów założone 26 czerwca 1976. KIK lubelski nigdy nie należał do „Porozumienia KIKów”.

## Historia
W skład 17-osobowej grupy członków założycieli lubelskiego KIK weszli: prof. Ryszard Bender, prof. Czesław Strzeszewski, Zygmunt Drozdek, Adolf Dzyr, Kazimierz Furgo, Tadeusz Halliop, Adam Jurkiewicz, ks. Joachim Kondziela, ks. Franciszek Mazurek, Adam Niezgoda, Jerzy Ozdowski, ks. Władysław Piwowarski, Adam Rodziński, Józef Styk, Konstanty Turowski, Eugeniusz Wiśniowski, Tadeusz Zembrzuski. Pierwszym prezesem KIK w Lublinie był prof. Czesław Strzeszewski. W 1983 zastąpił go prof. Ryszard Bender.
Pierwszą siedzibą KIK-u było niewielkie pomieszczenie przy ul. Marii Curie-Skłodowskiej 58. Natomiast spotkania odbywały się w sali kościoła oo. Kapucynów przy Krakowskim Przedmieściu. W końcu 1977 zarząd nabył nieruchomość położoną przy ul. Rayskiego 3 i po zakończeniu prac remontowo-adaptacyjnych, klub przeniósł swoją działalność pod ten właśnie adres. W budynku tym do dzisiaj mieści się siedziba KIK-u.
W 2005 abp lubelski Józef Życiński wydał krytykujący kierownictwo KIK dekret, w którym informował o niewyrażeniu zgody na używanie w nazwie określenia "katolicki" przez lubelski KIK. Jednakże organizacja opowiedziała się za swoim dotychczasowym prezesem Ryszardem Benderem i nadal – wbrew dekretowi arcybiskupa – używa dawnej nazwy: Klub Inteligencji Katolickiej.

## Działalność
KIK lubelski realizuje swoje cele statutowe przez działalność formacyjno-intelektualną, religijną, naukową, edytorską, charytatywną oraz pielgrzymkową. Przedmiotem organizowanych prelekcji, odczytów, spotkań, dyskusji, projekcji filmowych, seminariów oraz sympozjów naukowych, a więc tych inicjatyw, które stanowią główną oś działalności lubelskiego KIK-u, są przede wszystkim zagadnienia z zakresu katolickiej nauki społecznej.
Od 15 lat klub wydaje „Zeszyty Społeczne”, w których publikowane są prace wybitnych przedstawicieli KUL i innych ośrodków naukowych z zakresu katolicyzmu społecznego, jego historii oraz problematyki społecznej w Polsce oraz poza nią. Na ich łamach podejmowana jest też analiza polskiej rzeczywistości i jej zmian w perspektywie nauczania społecznego Ojca Św. Jana Pawła II i Episkopatu Polski.

## Krytyka
W roku 2005 abp lubelski Józef Życiński wydał dekret, w którym informuje o nie wyrażeniu zgody na używanie w nazwie określenia "katolicki" przez lubelski KIK. W dekrecie przesłanym do prezesa KIKu Ryszarda Bendera metropolita zwrócił uwagę, że działalność zarządu organizacji szkodzi dobremu imieniu środowisk katolickich. Jednocześnie podkreślił, iż jako pasterz Kościoła nie może tolerować praktyki, w której stowarzyszenia deklarujące się jako katolickie uważają sukces polityczny za ważniejszy od zasad Ewangelii Jezusa Chrystusa. Naganna jest również sytuacja, w której znajdują się fundusze na zapraszanie prelegentów głoszących zasady rażąco niezgodne ze stanowiskiem Kościoła, równocześnie zaś jedyna żywicielka rodziny jest zwalniana z pracy pod pozorem braku funduszy. W tym samym czasie kapelan lubelskiego KIKu zrezygnował z pełnionej funkcji. W dekrecie abp Życiński zaznaczył, że po zmianie władz gwarantujących katolicki charakter organizacji, oraz uzgadnianiu działań z kapelanem organizacji, zgoda na używanie w nazwie określenia "katolicki" może zostać przywrócona. Jednakże organizacja opowiedziała się za swoim dotychczasowym prezesem Ryszardem Benderem i nadal – wbrew dekretowi arcybiskupa – używa dawnej nazwy: Klub Inteligencji Katolickiej.